# Fosse temporale (biologie)
Ne doit pas être confondu avec Fosse temporale (anatomie humaine).

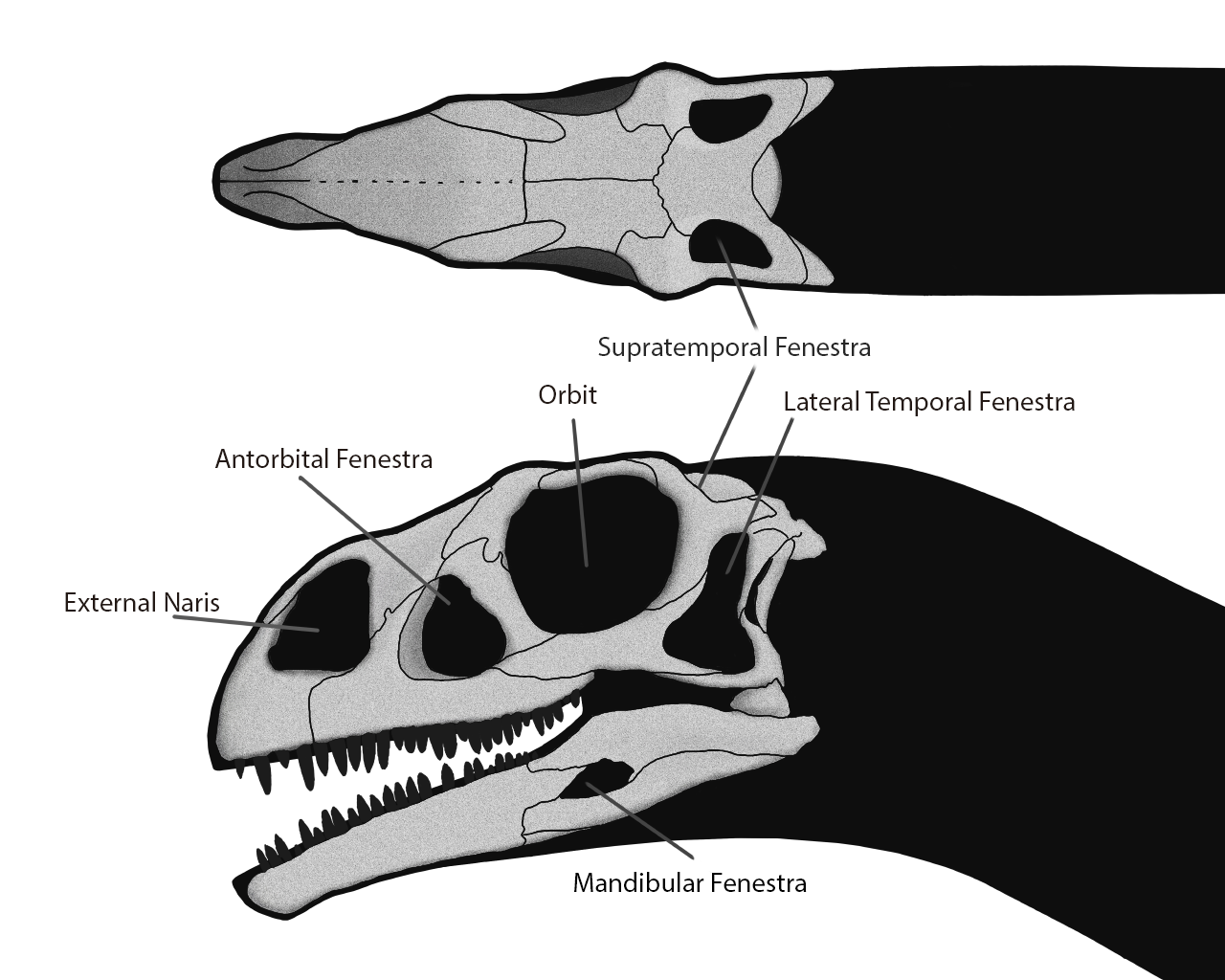
Le crâne de Massospondylus possède deux fentes temporales typiques des diapsides.

Les fosses temporales, ou fenêtres temporales, sont des ouvertures présentes dans les crânes de certains amniotes. Ces fosses donnent passage aux muscles masticateurs temporaux dont le développement a entraîné la fenestration latérale du toit dermique en arrière de l'orbite, par écartement des os existants. La fenestration en fosses temporales allège considérablement le crâne et autorise un ancrage puissant des muscles sur les barres osseuses limitant ces fosses ou sur les aponévroses qui les ferment. La contribution des différents os à la bordure de ces fenêtres varie selon les groupes considérés.
Différents termes servent à classer les crânes d'amniotes, selon le nombre et la position des fenêtres temporales : anapside, synapside, euryapside et diapside. Ces termes ne sont pas utilisés ici dans une optique phylogénétique, mais seulement descriptive. Tous ces types de fenestration (y compris l'absence de fenêtre) sont apparus par convergence dans différents groupes. Les groupes sont écrits avec une majuscule pour les différencier des types d'ouvertures temporales. Il est important de souligner que les catégories anapside et euryapside sont controversés, au point que certains paléontologues et biologistes préfèrent bannir ces termes et réviser les dénominations des fosses temporales.

## Types de fenestration temporale

### Disposition anapside

Crâne de type anapside en vue latérale
j : jugal, p : pariétal, po : postorbitaire,
q : carré, qj : quadratojugal, sq : squamosal.

Aucune fenêtre n'est présente dans la partie postérieure d'un crâne anapside. Ce type de disposition est généralement considéré comme l'état plésiomorphe (= ancestral) chez les amniotes. Ce crâne clos est présent chez de nombreux groupes de sauropsides fossiles :
- les mésosauridés
- Eunotosaurus (un parareptile ressemblant vaguement à une tortue)
- la plupart des procolophonidés
- la plupart des owenettidés
- les paréiasaures
- les captorhinidés
- les "protorothyridés"*
- les tortues, qui sont actuellement les seules à avoir un crâne fermé

Certains chercheurs pensent que ce type d'ouverture du crâne pourrait être issue de la fermeture des fosses d'un crâne diapside de façon secondaire dans le développement. Le terme anapside est par conséquent controversé.

### Disposition synapside

Crâne de type synapside en vue latérale
j : jugal, p : pariétal, po : postorbitaire,
q : carré, qj : quadratojugal, sq : squamosal.

Chez certains amniotes, le crâne est percé d'une fenêtre temporale inférieure : il s'agit d'une configuration synapside. Cette configuration est apparue à de nombreuses reprises, puisqu'elle est présente chez :
- les Synapsides (d'où leur nom : taxon seulement représenté aujourd'hui par les Mammifères)
- les millerettidés
- les bolosauridés
- les lanthanosuchoïdés
- les nyctiphrurétidés
- les nyctérolétéridés
- Candelaria (un owenettidé)
- Procolophon (un procolophonidé)

### Disposition diapside

Crâne de type diapside en vue latérale
j : jugal, p : pariétal, po : postorbitaire,
q : carré, qj : quadratojugal, sq : squamosal.

Un crâne de type diapside est caractérisé par la présence de fosses temporales supérieures et inférieures. Cette disposition est fondamentalement présente chez les Diapsides, même si le crâne de certains est devenu euryapside ou anapside par la suite. Une barre osseuse temporale supérieure sépare les deux fosses, une barre inférieure ferme ventralement la fosse inférieure. Dérivent de cette disposition fondamentale : le type Saurien par rupture de la barre temporale inférieure, le type Ophidien par rupture des 2 barres supérieure et inférieure qui ouvre les 2 fosses temporales, et le type Oiseau par rupture des 2 barres orbitaire qui fait fusionner orbite et les 2 fosses.
En voici quelques représentants choisis (actuels et fossiles) dont le crâne est de type diapside :
- les lépidosaures (dont le Sphenodon, les iguanes, les lézards, les varans ou les serpents)
- les crocodiles
- les ptérosaures
- les dinosaures (dont font partie les oiseaux)

### Disposition euryapside

Crâne de type euryapside en vue latérale
j : jugal, p : pariétal, po : postorbitaire,
q : carré, qj : quadratojugal, sq : squamosal.

L'état euryapside correspond à la présence de fosses temporales supérieures uniquement. Cette configuration est dérivée de l'état diapside : la disparition de la fosse temporale inférieure s'est faite dans un deuxième temps chez différents groupes. Auparavant, les taxons suivants étaient regroupés dans les Euryapsida*, mais ce n'est plus le cas actuellement :
- Araeoscelis (un araéoscélidien)
- Trilophosaurus (un archosauromorphe)
- les ichthyoptérygiens (dont les ichthyosaures)
- les sauroptérygiens (dont les placodontes, les nothosaures ou les plésiosaures)

Ce type de fermeture du crâne est controversé aujourd'hui, et les chercheurs débattent quant à sa formation : il est peut-être issu de la fermeture secondaire d'un crâne diapside.